# Institut de Radioprotection et de Sûreté Nucléaire
Das Institut de Radioprotection et de Sûreté Nucléaire (IRSN, übersetzt etwa Institut für Strahlenschutz und nukleare Sicherheit) ist eine französische, technisch-wissenschaftliche Forschungs- und Sachverständigenorganisation mit Sitz in Fontenay-aux-Roses. Ihre Aufgabe besteht darin, die Sicherheit nukleartechnischer Anlagen zu bewerten und zu verbessern und den Schutz von Mensch und Umwelt vor Gefahren und Risiken solcher Anlagen weiterzuentwickeln. Der Schwerpunkt der Arbeiten liegt auf dem Gebiet der nuklearen Sicherheit.

## Geschichte
Das IRSN wurde im Februar 2002 per Staatsgesetz ins Leben gerufen und arbeitet im Auftrag der Ministerien für Umwelt, Gesundheit, Industrie, Forschung und Verteidigung. Die Vorgängerorganisation war das l'Office de protection contre les rayonnements ionisants (OPRI) und das l'Institut de protection et de sûreté nucléaire (IPSN).
Der Hauptsitz ist in Fontenay-aux-Roses; es gibt zahlreiche Niederlassungen mit unterschiedlichen Schwerpunkten in Nord- und Südfrankreich sowie eine Niederlassung auf Tahiti.
(Vergleiche Nuklearwaffentests auf Mururoa)

## Organisation
Das Institut hat 1.744 Angestellte (Stand 31. Dezember 2022). Das Etat für Forschung und Entwicklung sowie technischer Support war € 285 Mio. im Jahr 2022.

## Kooperationen
Eine der IRSN vergleichbare, staatlich geförderte Organisation in Deutschland ist die Gesellschaft für Anlagen- und Reaktorsicherheit (GRS).
Die IRSN ist Teilhaber – gemeinsam und zu gleichen Teilen mit der deutschen GRS – an der Firma Riskaudit IRSN/GRS International (Europäische wirtschaftliche Interessenvereinigung, EWIV), Frankreich. Riskaudit betreibt außerdem Büros in Moskau (Russland) und Kiew (Ukraine), die eng mit IRSN und GRS zusammenarbeiten.